# Grote wimperspitsmuis
De grote wimperspitsmuis (Crocidura flavescens)  is een zoogdier uit de familie van de spitsmuizen (Soricidae). De wetenschappelijke naam van de soort werd voor het eerst geldig gepubliceerd door I. Geoffroy in 1827.

## Voorkomen
De soort komt voor in Lesotho, Mozambique, Zuid-Afrika en Swaziland.